# 226-os busz (Budapest)
A budapesti 226-os jelzésű autóbusz a Nyugati pályaudvar és az Óbudai-sziget között közlekedik. A vonalat a Budapesti Közlekedési Zrt. üzemelteti.
A járat csak időszakosan, május 1-jétől október 14-éig közlekedik hétvégén és ünnepnapokon.

## Története
2012. június 2-ától 234-es jelzéssel autóbuszjárat indult hétvégénként Békásmegyer Újmegyeri tértől a Nyugati pályaudvarig. A járat a 134-es menetrendjébe illeszkedett, a Szentélek tér után a 26-os busz vonalán közlekedett tovább.
2013. augusztus 12-én a 234-es busz megszűnt. 2013. augusztus 17-étől 226-os jelzéssel új járat közlekedik a Nyugati pályaudvar és az Óbudai-sziget között.
2016. július 28-ától 2016. október 9-éig útfelújítási munkák miatt az Árpád hídhoz járt a Nyugati pályaudvar helyett. A Margit-szigeten a Szabadtéri Színpad, a Szállodák és a Zenélőkút megállókat érintette. 2016. szeptember 3-ától csak a Zenélőkutat érintette az Árpád híd metróállomás irányában, az Óbudai-sziget felé nem tért be a Margitszigetre. 2017. április 29-étől május 28-áig a Margitsziget érintése nélkül az Árpád hídhoz közlekedett. 2017. június 3-ától újra eredeti útvonalán járt, azonban június 25-éig a Május 9. park megállót a Nyugati pályaudvar felé nem érintette. 2018. június 2. és 24. között a Nyugati pályaudvar felé H-hídon keresztül közlekedett, ezért a Május 9. park megállóhelyen nem állt meg. 2018. július 28. és augusztus 22. között a Sziget Fesztivál miatt az Aquincumhoz terelve járt, ezért nem érintette az Óbudai-szigeten található megállóit.
2024. május 1-jétől a Nyugati pályaudvar felé is megáll a Zenélőkútnál.

## Útvonala
| Óbudai-sziget felé |
| Nyugati pályaudvar M vá. – Nyugati tér – Szent István körút – Jászai Mari tér – Margit híd – Margitsziget – Árpád híd – Flórián tér – Szentendrei út – felüljáró – Reményi Ede utca – Leányfalu utca – Mozaik utca – K-híd – Május 9. park – Óbudai-szigeti főút – Óbudai-sziget vá. |
| Nyugati pályaudvar felé |
| Óbudai-sziget vá. – forduló – Óbudai-szigeti főút – Május 9. park – K-híd – Mozaik utca – Szentendrei út – felüljáró – Szentendrei út – Flórián tér – Árpád híd – Margitsziget – Margit híd – Árpád fejedelem útja – Üstökös utca – Árpád fejedelem útja – Bem rakpart – Lipthay utca – Margit híd – Jászai Mari tér – Szent István körút – Nyugati tér – Váci út – Nyugati pályaudvar M vá. |

## Megállóhelyei
| 0  | Nyugati pályaudvar M végállomás | 29 | 4, 6 9, 26, 91, 191, 291 72, 73 S21 S50 Z50 S70 Z70 S71 S72 Z72 IC, EC, sebesvonat |
| 3  | Jászai Mari tér                 | 27 | 9, 15, 26, 91, 191, 291 75, 76 2, 2B, 4, 6, 23                                     |
| ∫  | Margit híd, budai hídfő H       | 22 | 9, 26                                                                              |
| ∫  | Margit híd, budai hídfő H       | 21 | 4, 6, 17, 19, 41 9, 26, 91, 191, 291                                               |
| 4  | Margitsziget / Margit híd       | 19 | 4, 6 26                                                                            |
| 5  | Hajós Alfréd uszoda             | 18 | 26                                                                                 |
| 6  | Parkmozi köz                    | 17 | 26                                                                                 |
| 7  | Palatinus fürdő                 | 16 | 26                                                                                 |
| 8  | Szabadtéri Színpad              | 15 | 26                                                                                 |
| 9  | Szállodák (Hotels)              | 14 | 26                                                                                 |
| 10 | Zenélőkút                       | 13 | 26                                                                                 |
| 12 | Margitsziget / Árpád híd        | ∫  | 26, 34, 106                                                                        |
| 13 | Szentlélek tér H                | 11 | 29, 34, 106, 118, 134, 137, 218, 237 1                                             |
| 14 | Flórián tér                     | ∫  | 9, 34, 106, 118, 134 1 800, 815, 820, 821, 830, 840                                |
| 15 | Raktár utca                     | 9  | 9, 34, 106, 118, 134                                                               |
| 16 | Bogdáni út                      | 8  | 9, 34, 106, 118, 134                                                               |
| ∫  | Kaszásdűlő H                    | 6  | 34, 106, 134                                                                       |
| 19 | Május 9. park                   | 3  |                                                                                    |
| 20 | Sporttelep                      | 2  |                                                                                    |
| 21 | Óbudai-sziget hajóállomás       | 1  |                                                                                    |
| 23 | Óbudai-sziget végállomás        | 0  |                                                                                    |